# 大衛·葛倫·艾斯利
大卫·格伦·艾斯利（David Glen Eisley，1952年9月5日—） 是美国的音乐家、歌手、词曲作者和演员。

## 个人生活
艾斯利出生于加利福尼亚州洛杉矶，父母為演员安东尼·艾斯利和朱迪思·塔布斯·艾斯利。就讀高中期间，他在翻唱鐵蝴蝶樂團的乐队 Mammoth 担任鼓手。在進入音樂圈以前，艾斯利大部分时间在打棒球，最高曾進入旧金山巨人隊的小聯盟2A球隊，经常往返于球場與演出之间。
其弟為演员兼特技演员乔纳森·埃里克森·艾斯利（Jonathan Erickson Eisley）。其妻為女演员奥利维亚·赫西，育有一女英迪雅·艾斯利。

## 音乐生涯
艾斯利曾擔任AOR乐队Sorcery (1980–1983)、 Giuffria (1983–1988)、 Dirty White Boy (1988–1991) 的主唱，并与 Craig Goldy 的“Ritual”合作发行了Hidden In Plain Sight (1991) 和 Stream (1998)。生涯中最成功處是与 Giuffria 乐队合作，其热门单曲“Call to the Heart”在 1985 年初登上了Billboard Hot 100排行榜的第 15 位。 艾斯利也在电视剧《飞越比弗利》、《90210》和《第七天堂》，以及电影《Action Jackson》中演出，也曾演出多種廣告。
1997 年，艾斯利与鲍勃·库利克（Bob Kulick）在艾莉絲塔唱片（Arista Records）共同创作了摇滚民谣「甜蜜的胜利（Sweet Victory）」，次年， APM 音乐公司將這首歌曲發表在布鲁顿音乐库专辑《American Games》。 他们曾短暂地在合作於乐队 Murderer's Row ，并于 1996 年发行了一张同名专辑。
這首歌曲在 2001 年在海绵宝宝剧集“Band Geeks”中出現，人气急剧上升。在2019年，Daytona 500 比赛播放了這首歌以紀念前一年去世的海绵宝宝创造者史蒂芬·海倫伯格，並在當年2月的热门摇滚歌曲榜上排名第 23 位。    五年后，在 NFL第五十八届超级碗的賽前節目「NFL on Nickelodeon」中，又播放了这首歌之加長动画版本。 
艾斯利也发行个人专辑，分别是 1999 年的《War Dogs》、2000 年的《Stranger from the Past》、2003 年的一张未曾发行歌曲的合辑《The Lost Tapes》，以及2019年的《Tattered Torn & Worn...》。
2017 年，艾斯利担任鲍勃·库利克 (Bob Kulick) 专辑《Skeletons in the Closet》中三首歌曲的主唱。  2017 年 12 月 1 日，他与Craig Goldy合作，以 Eisley/Goldy 作為團體名稱，发行了一张专辑，名为《Blood, Guts and Games》。 

## 作品
- 專輯
  - Stranger from the Past (2000)
  - Lost Tapes (2003)

- 單曲
  - "Sweet Victory"（與鲍勃·库利克合作）
  - "Little Guitars"
  - "Don't Run Away"
  - "Shot Down In Love"
  - "Boot Hill Blues"
  - "Pleasure Palace"
  - "Golden Town"
  - "Don't Turn Away from Love"